# Можаров Майдан
Можаров Майдан — село в Пильнинском районе Нижегородской области России. Административный центр Можаров-Майданского сельсовета.

## География
Село находится на юго-востоке Нижегородской области, в пределах восточной части Приволжской возвышенности, в зоне хвойно-широколиственных лесов, на левом берегу реки Лелейка, к востоку от автодороги 22Н-0049, на расстоянии приблизительно 5 км (по прямой) к северо-западу от Пильны, административного центра района. Абсолютная высота — 95 м над уровнем моря.
Климат
Климат характеризуется как умеренно континентальный, умеренно влажный, с относительно тёплым летом и холодной малоснежной зимой. Среднегодовая температура — 3,4 °C. Средняя температура воздуха самого тёплого месяца (июля) — 18,8 °C (абсолютный максимум — 36 °C); самого холодного (января) — −12,4 °C (абсолютный минимум — −44 °C). Среднегодовое количество атмосферных осадков составляет 500—550 мм.
Часовой пояс
Село Можаров Майдан, как и вся Нижегородская область, находится в часовой зоне МСК (московское время). Смещение применяемого времени относительно UTC составляет +3:00.

## Происхождение названия
Существует 2 версии происхождения названия:
1. Этноним — от названия этноса можары, идентифицируемого с татарами-мишарями или финно-уграми — мещерой.[6]
2. "Майдан" — слово украинского происхождения, как можно предполагать, от арабского — “место, площадь”. Словом обозначали участки, где выжигался лес для производства поташа и древесного угля, для дальнейшей обработки земли. Названия Майданов получали сёла и деревни, возникавшие при таких участках.[7]

## Население
| 2002 | 2010 |
| ---- | ---- |
| 1206 | ↘963 |

Национальный состав
Согласно результатам переписи 2002 года, в национальной структуре населения русские составляли 96 %.